# Talesa de Aragón
Talesa de Aragón (fallecida después de 1147) fue una noble aragonesa, esposa del vizconde Gastón IV de Bearne y vizcondesa entre 1131 y 1134 a la muerte de su esposo. Durante las ausencias de su marido y tras la muerte de su hijo Céntulo VI de Bearne en 1134 fue ella la que se encargó del gobierno del vizcondado.

## Relaciones familiares y vida
Talesa era hija del conde Sancho Ramírez, tenente en Aibar y Javierrelatre, hermano natural del rey de Aragón Sancho Ramírez. Fue casada hacia 1085 con Gastón (futuro Gastón IV), hijo del vizconde de Bearne Céntulo V. Recibió en dote el vizcondado de Montanéres, pequeño territorio situado en el vecino condado de Bigorra, condado que así pasó al patrimonio de los vizcondes de Bearne.
Entre 1096 y 1101, mientras su marido Gastón IV participaba en la Primera Cruzada, Talesa se ocupó del gobierno de Bearne con la ayuda de un consejo señorial. Lo mismo hizo más tarde durante las frecuentes y largas estancias de su marido en Aragón. Talesa aparece en los registros históricos sobre todo fundando establecimientos religiosos.
Al morir Gastón IV en 1131, Talesa ocupó la jefatura de la casa de Bearne y a todos los efectos rigió sus dominios como vizcondesa de iure al ser menor de edad su hijo Céntulo VI, quien murió poco después, en la batalla de Fraga 1134, y el vizcondado pasó al hijo de Guiscarda, Pedro, también niño, con lo cual Talesa siguió ejerciendo de regente.
Poco después el vecino reino de Aragón fue sacudido por el conflicto sucesorio originado por el testamento del rey Alfonso I, muerto también en 1134. En 1136, Talesa tomó partido contra Ramiro el Monje, el cual en represalia le retiró los señoríos de Zaragoza y Uncastillo que había heredado de su marido Gastón IV. Tras recaer finalmente el gobierno de Aragón en el conde de Barcelona Ramón Berenguer IV, este, para recuperar las buenas relaciones con Bearne, otorgó a Talesa los feudos de Huesca y Bespén así como derechos sobre la iglesia de Santa María del Pilar de Zaragoza, donde su marido estaba enterrado. Asimismo, donó al Pilar el olifante de su marido, que aún se conserva en la Basílica. Entregó también la mano de una noble catalana al vizconde Pedro, para poner Bearne bajo control de la Corona de Aragón.
La fecha de fallecimiento de Talesa es desconocida pero se sabe que fue después de 1147.

## Descendencia

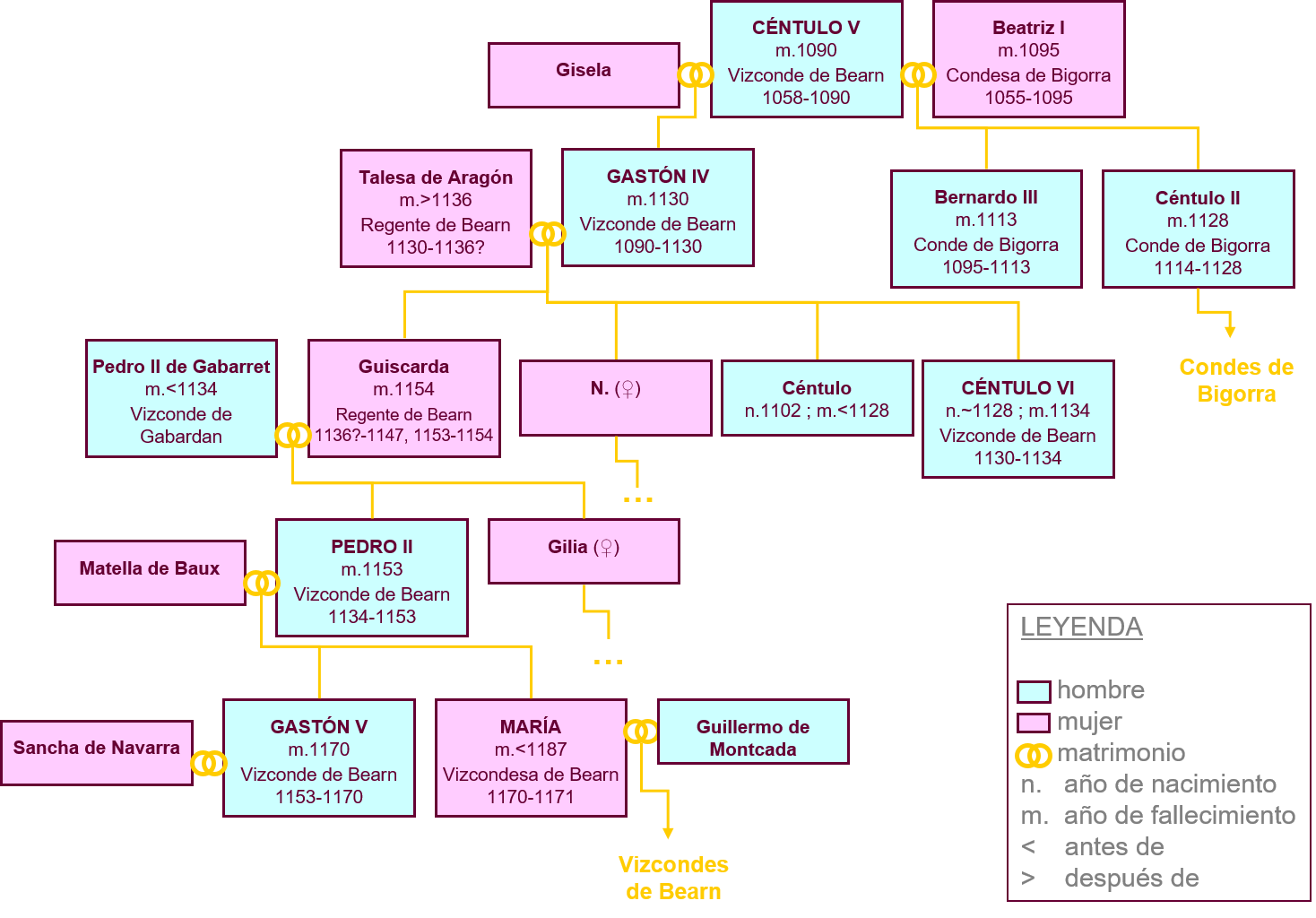
Descendientes de Talesa de Aragón.

Tuvo cuatro hijos, todos con Gastón IV:
- Guiscarda (m.1154), heredó el vizcondado a la muerte de su hermano Centulo VI.[8]
- Otra niña.
- Céntulo, nacido en 1102 y muerto poco antes de 1128.[9]
- Céntulo VI, muerto en 1134.

| Predecesor: Gastón IV el Cruzado | Vizconde de Bearne 1131 - 1135 | Sucesor: Céntulo VI |